# Rust en Werk
Rust en Werk was een koffieplantage in het district Commewijne in Suriname. De plantage lag tussen de plantages Lust tot Rust en Einde Rust aan de Commewijnerivier. Alle drie werden ze in 1750 aangelegd door Wigbold Crommelin. Ze zijn daarna in gezamenlijk beheer gebleven.
Bij elkaar hadden ze een oppervlakte van duizend akkers (430 hectares).

## Gouverneur Crommelin
Crommelin koos voor de verbouw van koffie zodat hij minder tijd en geld hoefde te steken in de aanleg van kanalen en trenzen (sloten) zoals bij de suikerteelt noodzakelijk is. Crommelin was pas een jaar in Suriname, als commandeur der troepen. Kort daarna werd hij gouverneur ad interim (van 1752 tot 1754) en gouverneur (van 1757 tot 1768). Vanwege zijn functie werd plantage Rust en Werk in sranan tongo ook wel Granmangron (grotemansgrond) genoemd. Aan het eind van zijn gouverneursschap kreeg Crommelin oneervol ontslag en een jaar later keerde hij terug naar Nederland. 
In 1774 verkoopt Crommelin de drie plantages aan Pieter Constantijn Nobel. De administratie werd op afstand gevoerd door J.F. Andree die het bewind had over bij elkaar 35 plantages. De drie plantages werden in 1783 uitgebreid met elk met 250 akkers.

## Familie Gülcher

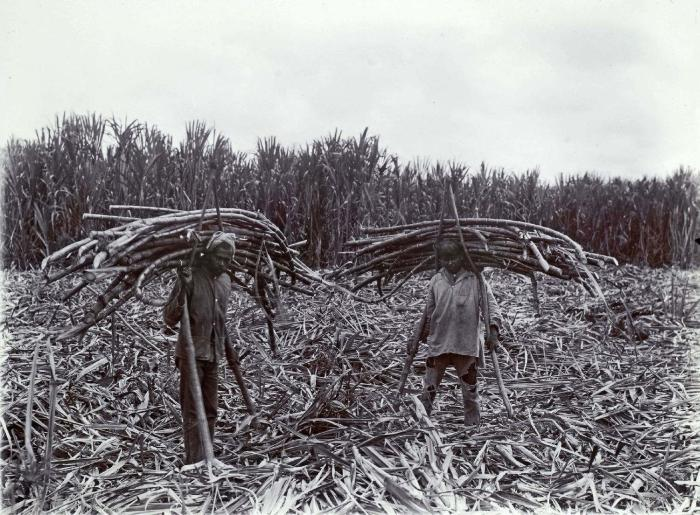
Oogst van suikerriet op Rust en Werk, 1928, foto Augusta Curiel

Nadat de weduwe van Nobel in 1808 overleed, ging het eigendom over aan haar dochter  Constantia Gerhardina en haar man, de koopman-bankier Theodor Gülcher. In 1821 werden koffie en cacao verbouwd. De drie plantages hadden toen een oppervlakte van 800, 600 en 792 akkers, oftewel 2192 akkers bij elkaar. In 1843 werd voor een deel overgegaan op katoenteelt. 

### Kerstening
Er werkten op dat moment 296 slaven. Het is de periode dat de christelijke zending en missie op gang komen, zij het in concurrentie met elkaar. Op plantage Lust tot Rust werden missionarissen toegelaten. Er was daar een redelijk aantal katholiek gedoopten te vinden. Gülchers oudste zoon Pieter Constantijn liet op Rust en Werk echter in 1844 de evangelische broeders (EBGS) zich settelen, die er een zendelingenschool oprichtten. Teylers Museum bezit een geïllustreerd reisverslag van Gülchers reis naar Suriname in 1829, waarin beschreven wordt hoe deze zendelingen (hernhutters) te werk gingen. Ze brachten aan de slaven christelijke waardes over van werk, gezinsleven, discipline en kennis van de bijbel. 

### Emancipatie
Tijdens de emancipatie van 1863 verbleven 430 slaven op de plantage. Hierna werden 938 Hindoestaanse en 1401 Javaanse contractarbeiders aangetrokken. Dit aantal zou in de praktijk lager hebben kunnen gelegen, gezien er werd samengewerkt met de plantage Alliance en de Nederlandsche Handel-Maatschappij.

### Suikerfabriek
Na het overlijden van Pieter Constantijn wordt de plantage overgenomen door zijn neef Jan Marie. Hij richtte de Cultuurmaatschappij Rust en Werk op in 1889. Hij schakelde over op suiker en legde daarvoor een kanalen- en trenzenstelsel aan. Een dergelijke omschakeling gebeurde vaker wanneer de grond uitgeput was geraakt. Regelmatige bemesting werd in deze tijd nog niet gedaan. Er werd een suikerfabriek op de plantage opgericht die gebruik maakte van een vacuümpan. De kennis voor de suikerraffinage-technieken werd opgedaan door de familierelaties met Jan Marie Gülcher (neef van Jan Marie) die suikerondernemingen had in Nederlands-Indië. Carel Frederik Gülcher (broer Jan Marie) beëindigde de onderneming in 1934.

## Firma Jamin
In 1947 ging het bezit over naar de firma Jamin. De plantage ging op in de Verenigde Cultuur Maatschappijen N.V. waar ook een zestal andere plantages deel van uitmaakten. De bedoeling was om er cacao te verbouwen voor de chocolade-industrie. Deze poging liep uiteindelijk spaak door enkele droge seizoenen achter elkaar in de jaren zestig.

## Van Alen
Armand van Alen kocht de plantage in 1979 die de grond van bij elkaar acht plantages exploiteerde als veeteeltbedrijf. Daarnaast had hij een experimentele viskwekerij met de naam Comfish: Commewijne Fish and Shrimp Culture Company. Eerst teelde hij hier tilapia en nadat de prijzen op de wereldmarkt in elkaar zakten ging hij over op garnalen.
Op de voormalige plantage worden rondleidingen met een gids gehouden (stand 2017). Dit kan per fiets of per huifkar. Er is nog een antieke sluis te zien en daarnaast zijn er moestuintjes aangelegd door Javaanse bewoners.

## Verenigde Cultuur Maatschappijen
Op Rust en Werk zijn de Verenigde Cultuur Maatschappijen (NV VCM) gevestigd, een bedrijf met veeteelt van schapen en runderen, aanbouw van gewassen, waaronder kokosnoten, en drie slagerijen. Het bedrijf bezit 5.600 hectare aan landerijen en is tevens een leerbedrijf voor studenten van de AdeKUS, PTC, Natin en uit het buitenland.

## Geboren op Rust en Werk
- Soeki Irodikromo (1945-2020), beeldend kunstenaar

## Galerij

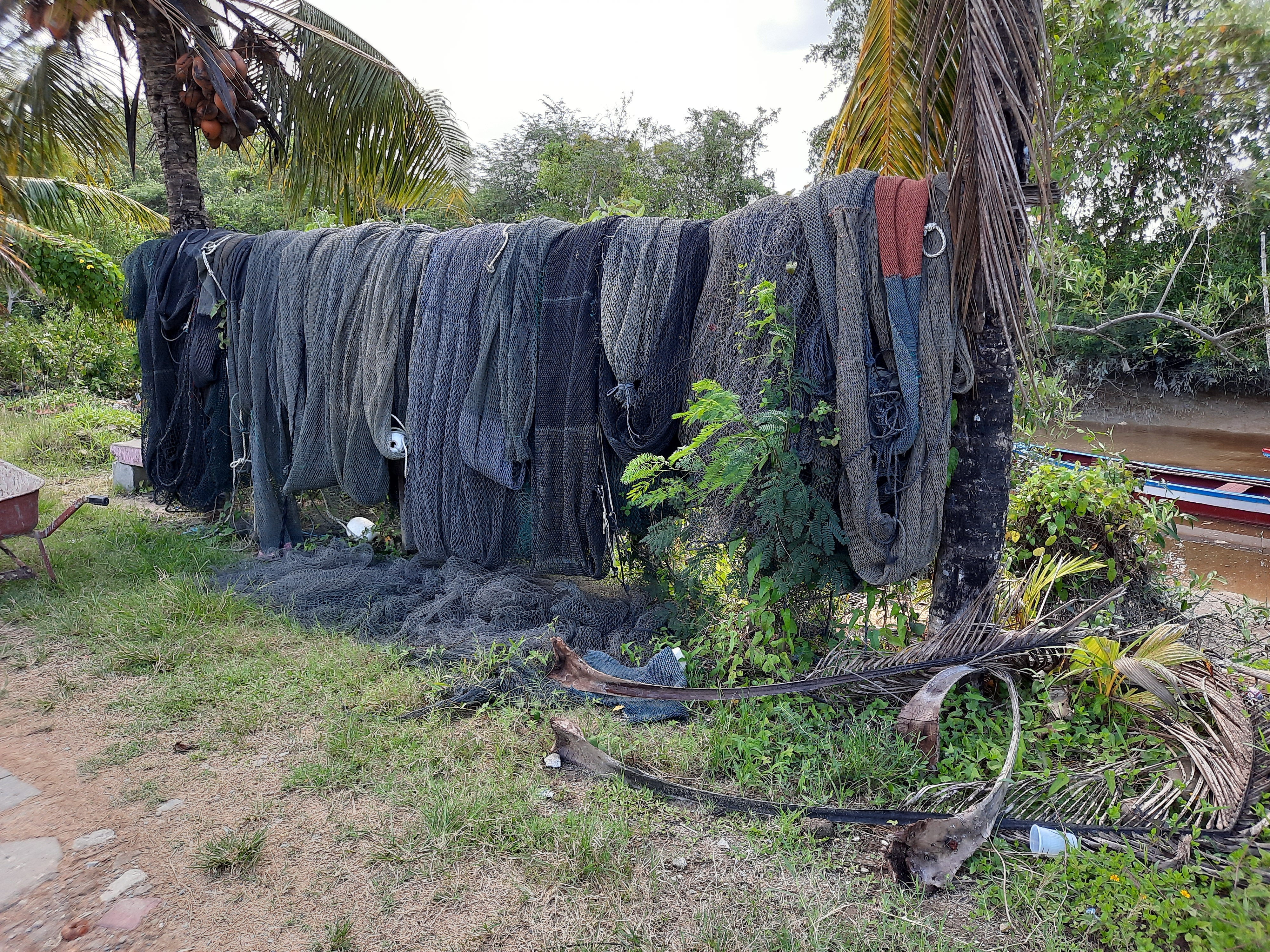
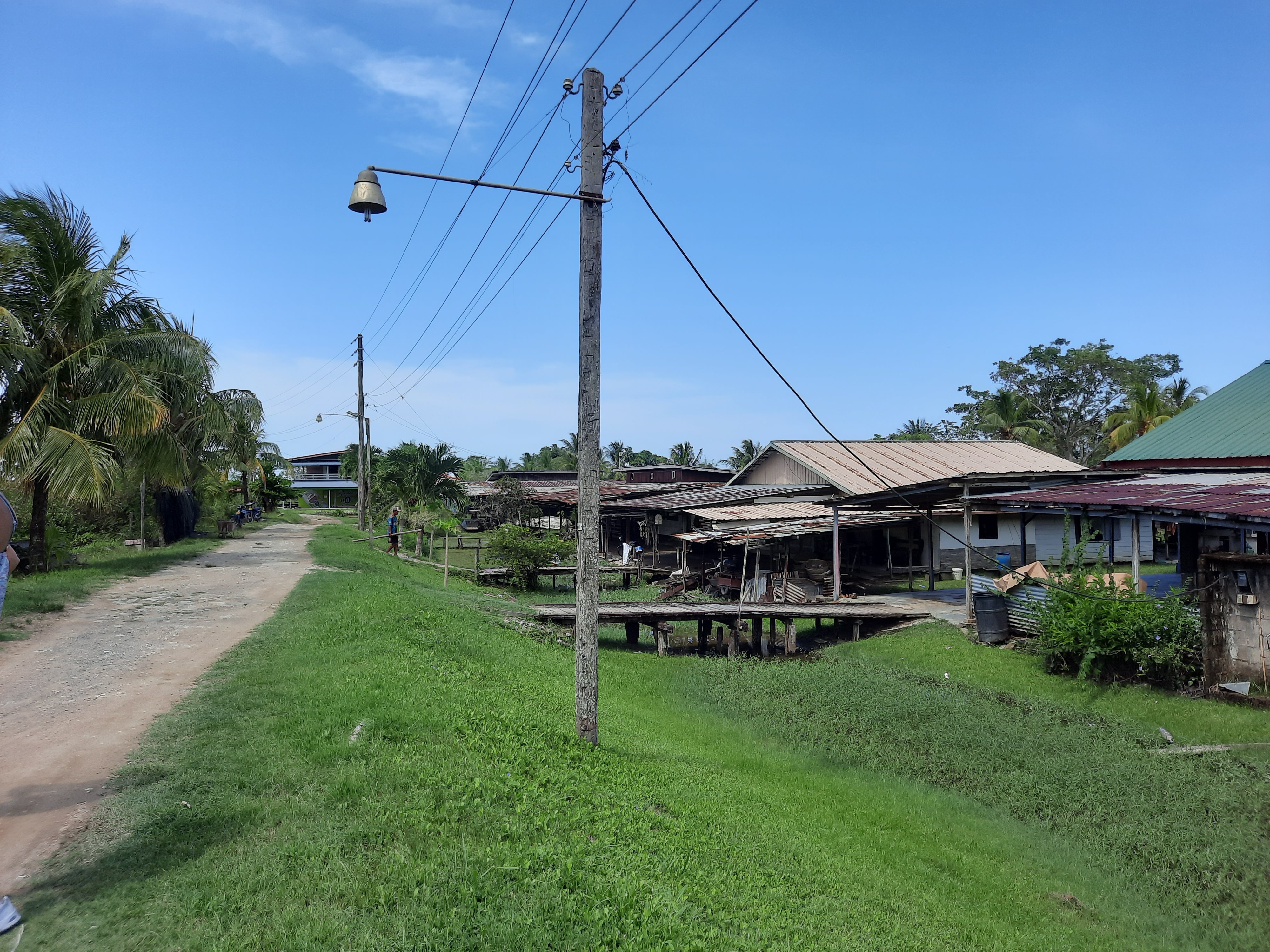
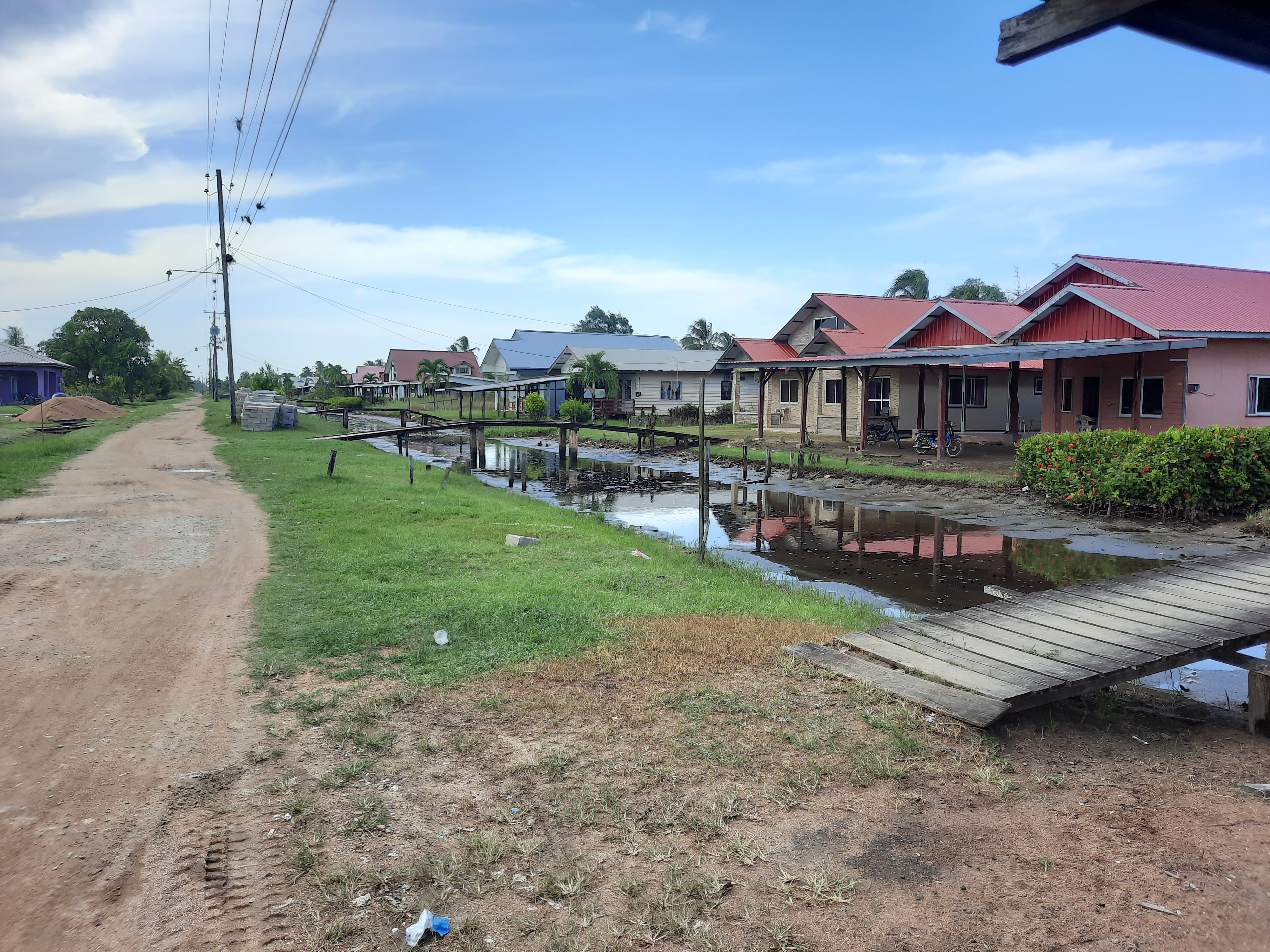
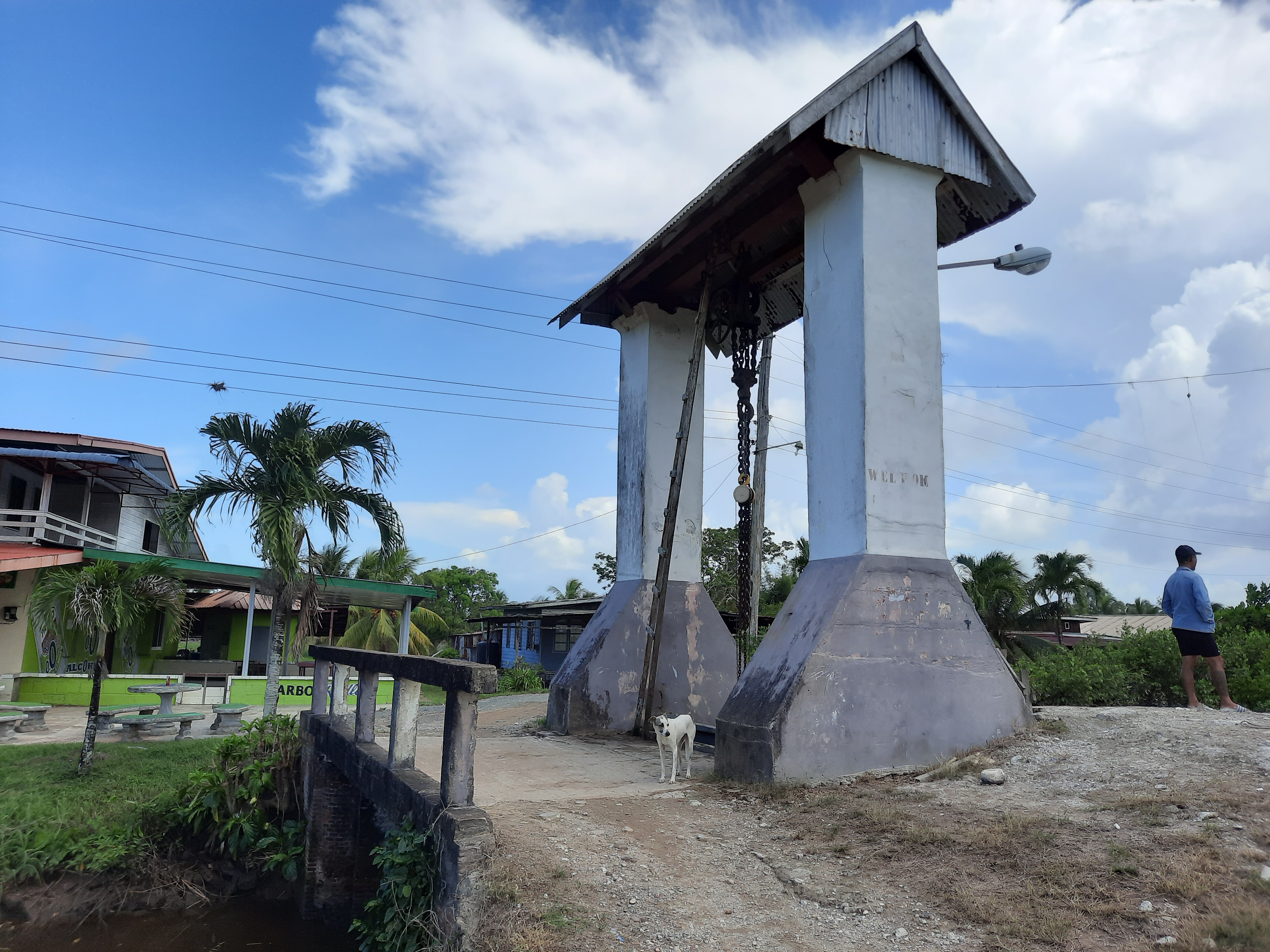
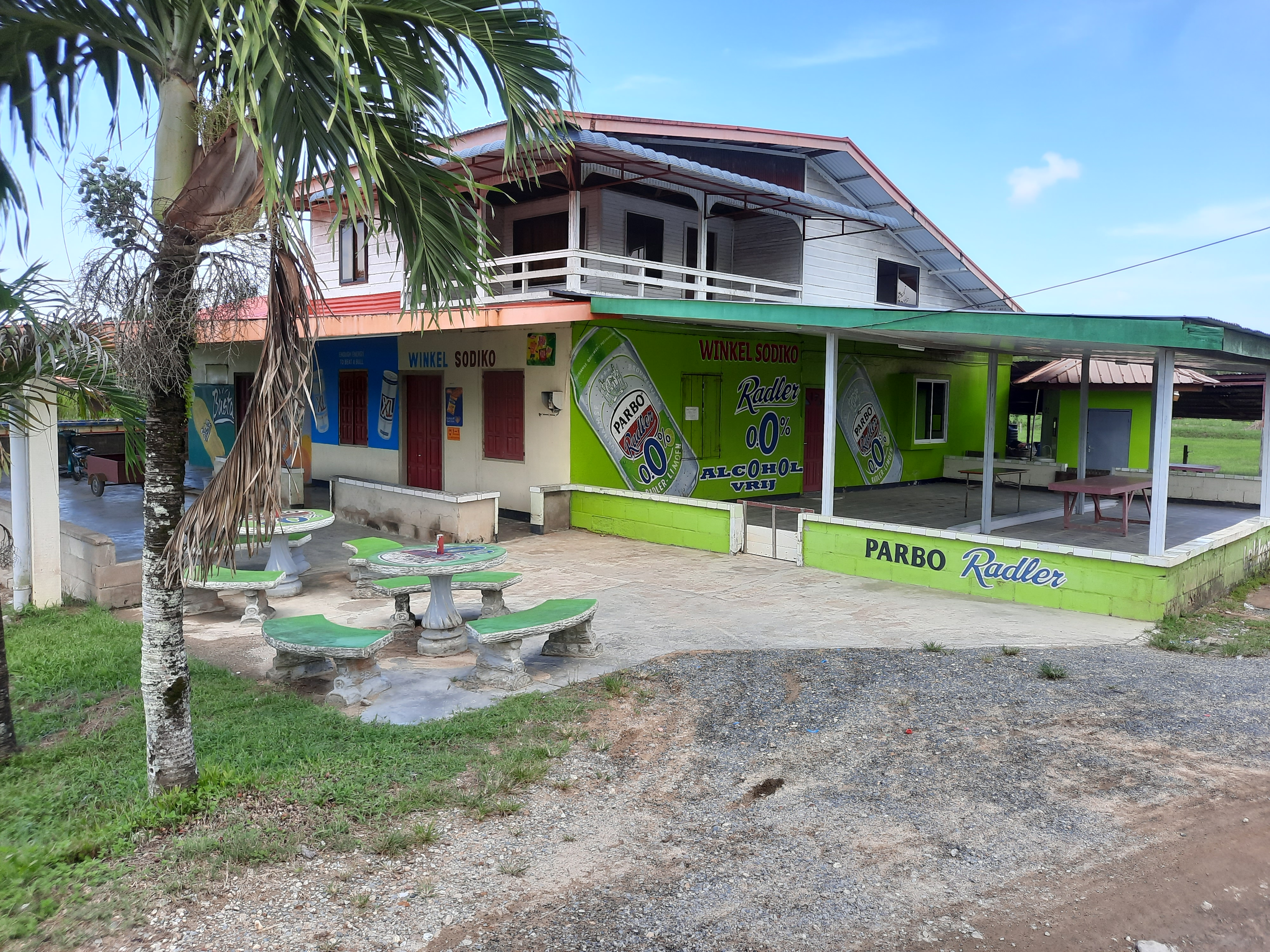
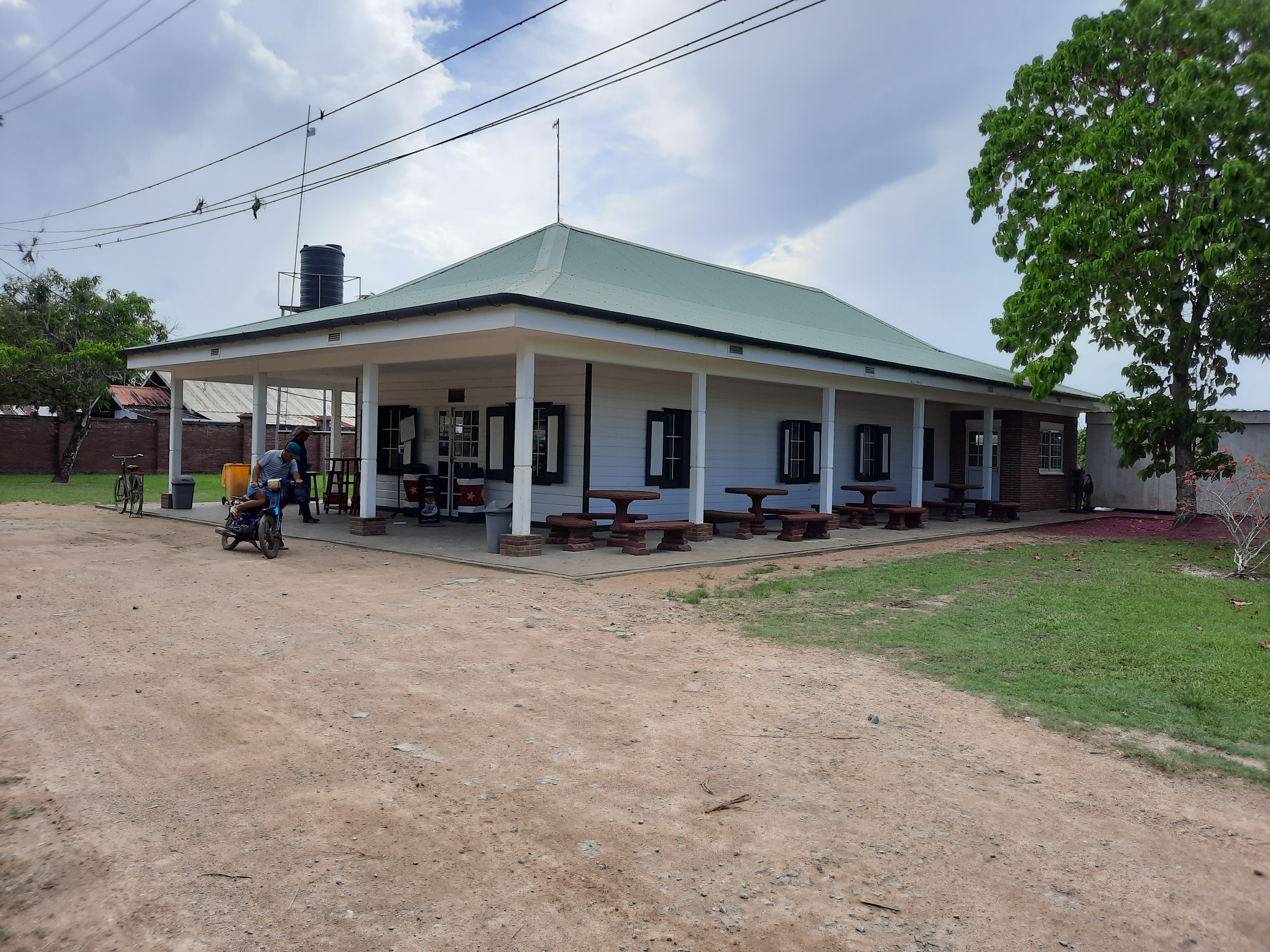